# São Domingos (distrito de São Paulo)
São Domingos es un distrito ubicado en la zona noroeste de la ciudad de Sao Paulo, Brasil. Administrativamente pertenece a la subprefectura de Pirituba. 

## Distritos limítrofes
- Jaraguá (norte)
- Pirituba (este)
- Lapa (sureste)
- Jaguara (suroeste)
- Municipio de Osasco (oeste)
- Anhangüera (oeste)